# Brda (Slovénie)
Pour les articles homonymes, voir Brda.

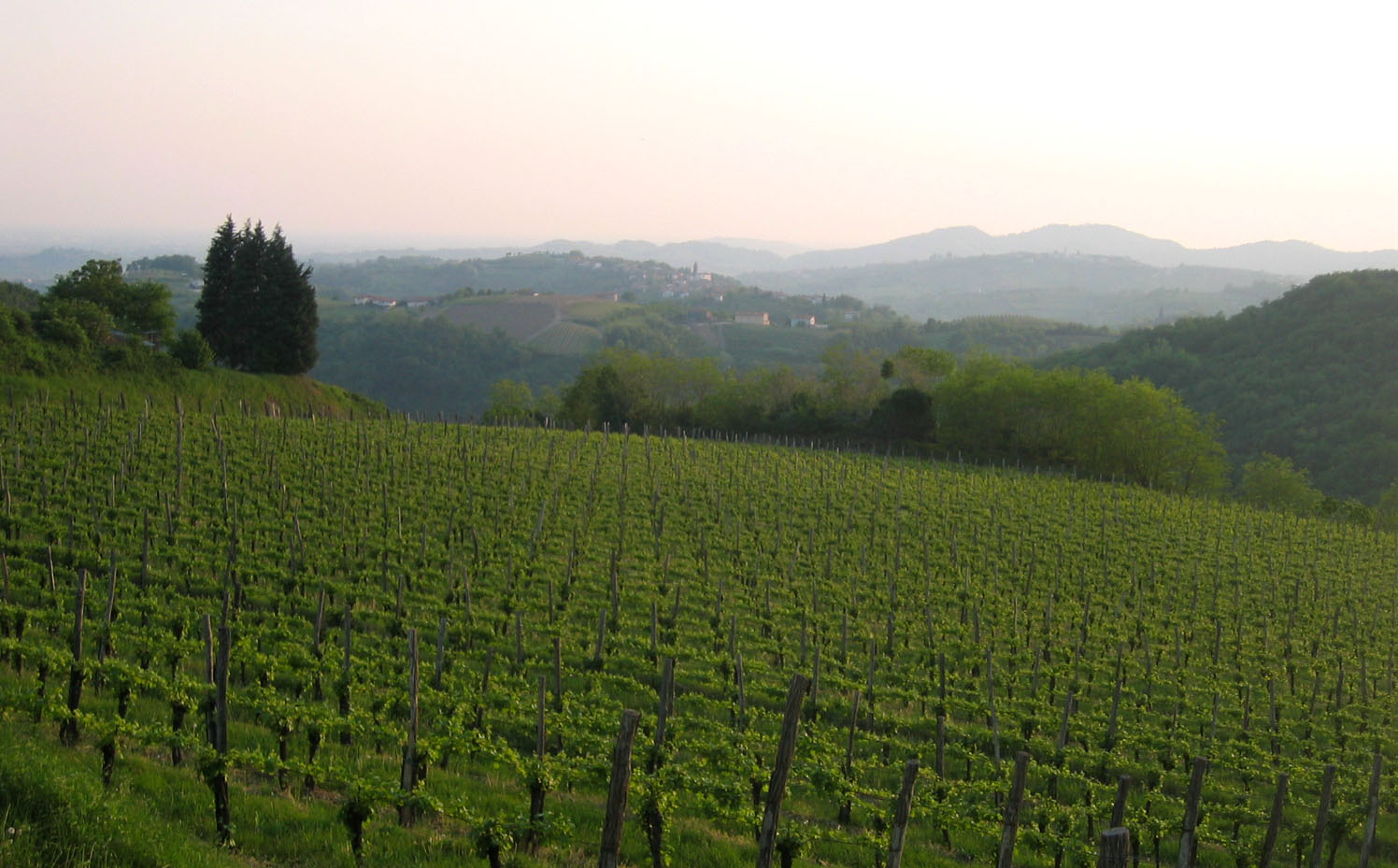
Le vignoble près de Hum.

Brda (italien Collio, frioulan Cuei) est une commune (občina) slovène, composée de 45 hameaux, dans la Goriška, une des deux composantes de la région historique Primorska. Elle est située entre la Soča (l'Isonzo) et l'Idrija (Judrio en italien), son sous-affluent de rive droite par le Torre. Le territoire de la commune est bordé à l'ouest et au sud par la frontière entre l'Italie et la Slovénie.

## Géographie
Brda est située à l'extrémité méridionale des Alpes juliennes. Son nom signifie "colline" en Slovène, faisant référence au paysage composé de collines. La viticulture est la principale activité (vins d'appellation Goriška Brda). Les autres activités notables sont le tourisme et la culture des cerises. Pour limiter l'érosion des collines, les vignobles sont organisés en terrasse formant des paysages viticoles remarquables, ayant donné le surnom à la région de "Toscane Slovène".

### Villages
Les principales localités sont Dobrovo (Castel Dobra) (chef-lieu de la commune), Medana, Gonjače (Gugnazze), Kojsko (Quisca), Golo Brdo (Collobrida), Vipolže (Vipulzano), Šmartno (San Martino di Quisca), Hum et Šnezatno.

## Histoire
De 1920 à 1947, Brda, qui était auparavant autrichienne, a appartenu à la province de Gorizia en Italie. Elle portait alors le nom de San Martino-Quisca. La commune fut le lieu d'affrontements au cours de la Première guerre mondiale entre l'Italie et l'Empire Austro-Hongrois. Après 1945, la région est passée sous la tutelle du royaume de Yougoslavie qui devint la Yougoslavie. Depuis 1991, elle fait partie de la république de Slovénie.

## Tourisme

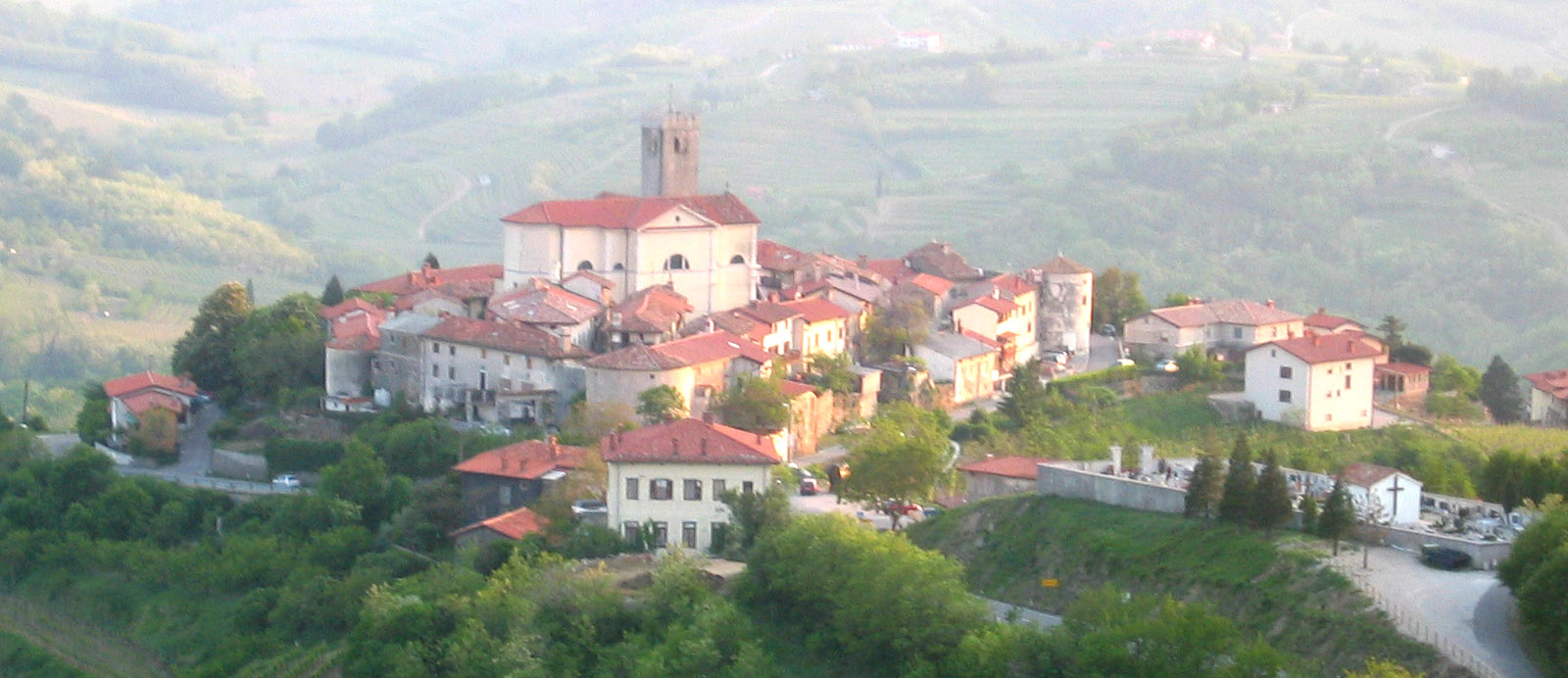
Vue de Šmartno.

- Château du XVIIe siècle à Dobrovo. Il renferme une exposition permanente des œuvres de Zoran Mušič.
- Château rebâti du XVIe au XIXe siècle à Šmartno.
- Relai de chasse des comtes de Gorica, du XVIIe siècle, à Vipolže.
- Église Sainte-Croix de Kojsko, gothique, possédant un bel autel de 1515.
- Église Sainte-Marie de Golo Brdo, gothique.
- Journées de la poésie et du vin, à Medana, en l'honneur d'Alojz Gradnik.

Brda est la « destination européenne d’excellence » sélectionnée pour la Slovénie, à l'issue de la session de 2015 du concours européen pour l’excellence dans le domaine touristique, organisé dans le cadre du projet EDEN encourageant les modèles de développement d'un tourisme durable, et qui récompense une destination par pays participant. (Le thème du concours cette année-là est : « Le tourisme et la gastronomie locale »).

## Économie
Surnommée la « route d'émeraude » en raison de ses lumières matinales, le circuit œnologique de Brda abrite le fleuron de la production slovène. La région est réputée pour ses excellents vins de cépage, essentiellement en blanc, mais aussi quelques rouges et rosés. La spécialité locale est le rebula, un blanc fruité venant d'une variété de raisin Rebula (ou Ribolla Gialla) cultivée dans la région depuis le 14ème siècle. Dans les villages du sud de Brda, les occasions de rencontrer les producteurs et d'acheter du vin sont innombrables.

## Démographie
La population de la commune est assez faible avec environ 6 000 habitants.
| 1999  | 2000  | 2001  | 2002  | 2003  | 2004  | 2005  | 2006  | 2007  |
| ----- | ----- | ----- | ----- | ----- | ----- | ----- | ----- | ----- |
| 5 783 | 5 821 | 5 816 | 5 814 | 5 778 | 5 760 | 5 760 | 5 749 | 5 764 |
| 2008  | 2009  | 2010  | 2011  | 2012  | 2013  | 2014  | 2015  | 2016  |
| 5 767 | 5 669 | 5 740 | 5 751 | 5 761 | 5 734 | 5 707 | 5 662 | 5 659 |
| 2017  | 2018  | 2019  | 2020  | 2021  |       |       |       |       |
| 5 625 | 5 623 | 5 602 | 5 619 | 5 639 |       |       |       |       |

## Jumelage
- Cormons (Italie)

## Personnalités liées à la commune
- Alojz Gradnik (° le 3 août 1882 à Medana - † le 14 juillet 1967 à Ljubljana), poète.
- Zoran Mušič (° le 12 février 1909 à Bukovica pri Gorici - † le 25 mai 2005 à Venise), peintre et graveur.
- Ludvik Zorzut, poète.